# Редіу (комуна, Галац)
Редіу (рум. Rediu) — комуна у повіті Галац в Румунії. До складу комуни входять такі села (дані про населення за 2002 рік):
- Плевна (648 осіб)
- Редіу (1760 осіб)

Комуна розташована на відстані 197 км на північний схід від Бухареста, 35 км на північний захід від Галаца.

## Населення
За даними перепису населення 2002 року у комуні проживали 3909 осіб.
Національний склад населення комуни:
| Національність | Кількість осіб | Відсоток |
| -------------- | -------------- | -------- |
| румуни         | 3907           | 99,9%    |
| угорці         | 1              | < 0,1%   |
| італійці       | 1              | < 0,1%   |

Рідною мовою назвали:
| Мова       | Кількість осіб | Відсоток |
| ---------- | -------------- | -------- |
| румунська  | 3907           | 99,9%    |
| угорська   | 1              | < 0,1%   |
| італійська | 1              | < 0,1%   |

Склад населення комуни за віросповіданням:
| Релігія       | Кількість осіб | Відсоток |
| ------------- | -------------- | -------- |
| православні   | 3862           | 98,8%    |
| п'ятдесятники | 38             | 1,0%     |
| римо-католики | 5              | 0,1%     |
| адвентисти    | 3              | 0,1%     |
| не релігійні  | 1              | < 0,1%   |

## Зовнішні посилання
- Дані про комуну Редіу на сайті Ghidul Primăriilor